# Everard Meyster

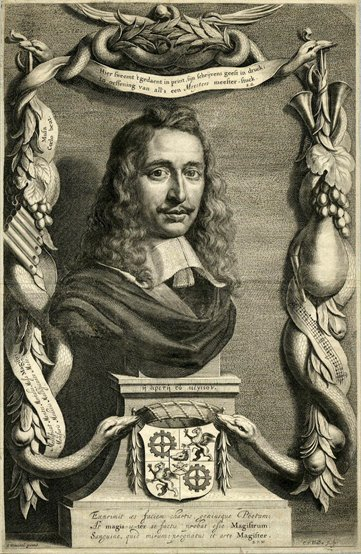
Everard Meyster
Gravure van C. van Dalen

Everard Meyster (Utrecht, 1617 - aldaar, 23 december 1679) was een Nederlands dichter en aristocraat.
Het oude adellijk geslacht van Meyster was in de 16de eeuw in Den Haag, Utrecht en Alkmaar gevestigd, en verwant aan de families van Teylingen, van Schagen, Oem, Suys, van Donselaer, van Dashorst en andere. Zijn wapen komt voor in de Vermeerdering der wapenkaart van de steden en oud-adellijke geslachten van Holland en West-Friesland; Heer van Zeevenberch.
Na zijn studie maakte de ‘jonker’, die een rijke erfenis had van zijn moeder A.M. de Bruyn van Buitenweg, veel buitenlandse reizen. In 1649 trouwde hij met Agatha Schaap van den Dam, eveneens uit een aanzienlijke familie.
Als katholiek was hij uitgesloten van het bekleden van ambten.
Everard Meyster ging in 1661 de weddenschap aan met enkele vrienden, dat hij de Amersfoorters zo ver zou krijgen om de Amersfoortse Kei van de Waelberch (bij De Stompert bij Soesterberg) naar de Amersfoortse binnenstad te slepen. Daarover schreef hij de Keyklucht van Jock en Ernst, op de steen-uyle-vlucht deser werelt (Utrecht, 1661).
Een ander geschrift van de "dolle jonker" was Deductie ofte bewysselijke bedenking belangende d'Eemsche zee-vaerd (1670), een plan om Utrecht tot een zeehaven te maken. Een nieuw te graven kanaal zou in een rechte lijn van de noordoosthoek van de Stadsbuitengracht naar de Eem bij Soest en verder naar Spakenburg lopen. Van deze Eemvaart werd uiteindelijk slechts het havenbekken verwezenlijkt, dat later weer volgestort werd met afval (het huidige Griftpark).
Voorts schreef hij enkele kluchten.
Meyster was de eigenaar van het landgoed Nimmerdor ten zuiden van Amersfoort, dat hij bezong in het gedicht Nimmer-dor berymt uit 1667. Hij was bevriend met en bewonderaar van Jacob van Campen, die op het nabijgelegen Randenbroek woonde. Daarnaast liet hij in de stad Utrecht in 1663 het merkwaardige huis De Krakeling bouwen aan de straat Achter Sint Pieter. Nabij Nimmerdor liet hij het landgoed Dool-om-berg (1665) aanleggen, dat zijn naam dankte aan het doolhof in de tuin en de kunstmatige heuvels. Hij wijdde er zijn gedicht Des weerelds Dool-om-berg ont-doold op Dool-in-berg aan. Bij Utrecht kwam het landgoed Oog in Al tot stand (1666), van waaruit hij de geplande uitbreiding van Utrecht van burgemeester Hendrick Moreelse in de gaten kon houden.
Na de bezetting van Utrecht door de Fransen tijdens de Hollandse Oorlog (het Rampjaar 1672) kwam Meyster als rooms-katholiek in het bestuur van de stad en behartigde toegewijd de belangen van de Utrechtse burgers. Zo ontwierp hij een nieuwe variant op de uitbreidingsplannen van Moreelse.
Everard Meyster werd in de Domkerk begraven.

## Afbeeldingen

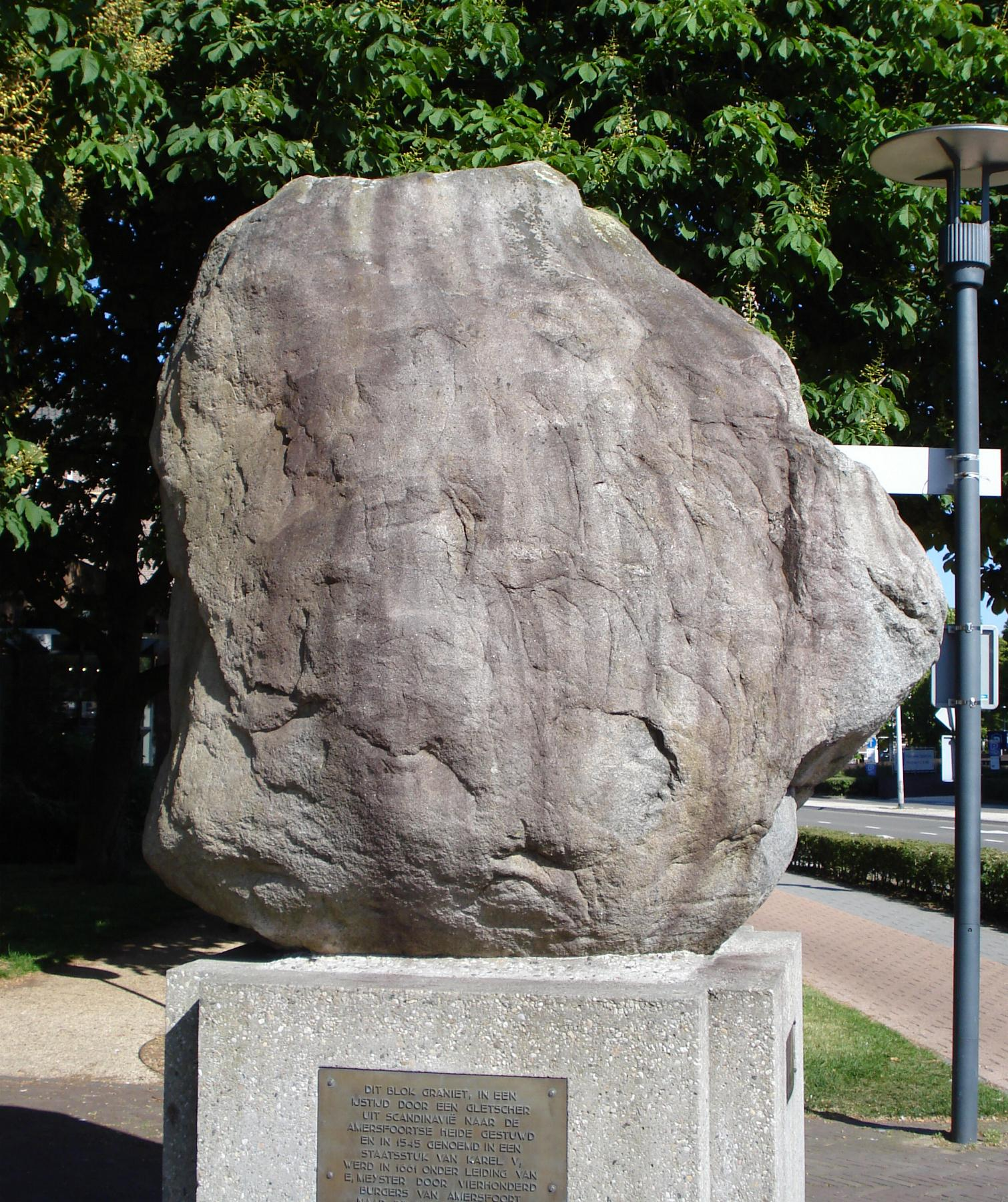
Amersfoortse Kei
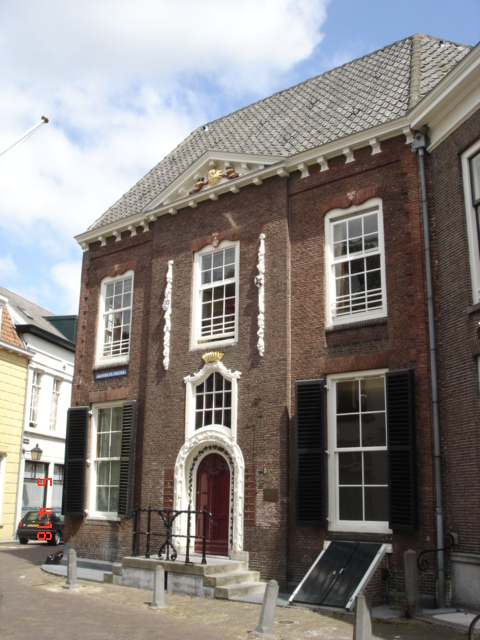
De Krakeling
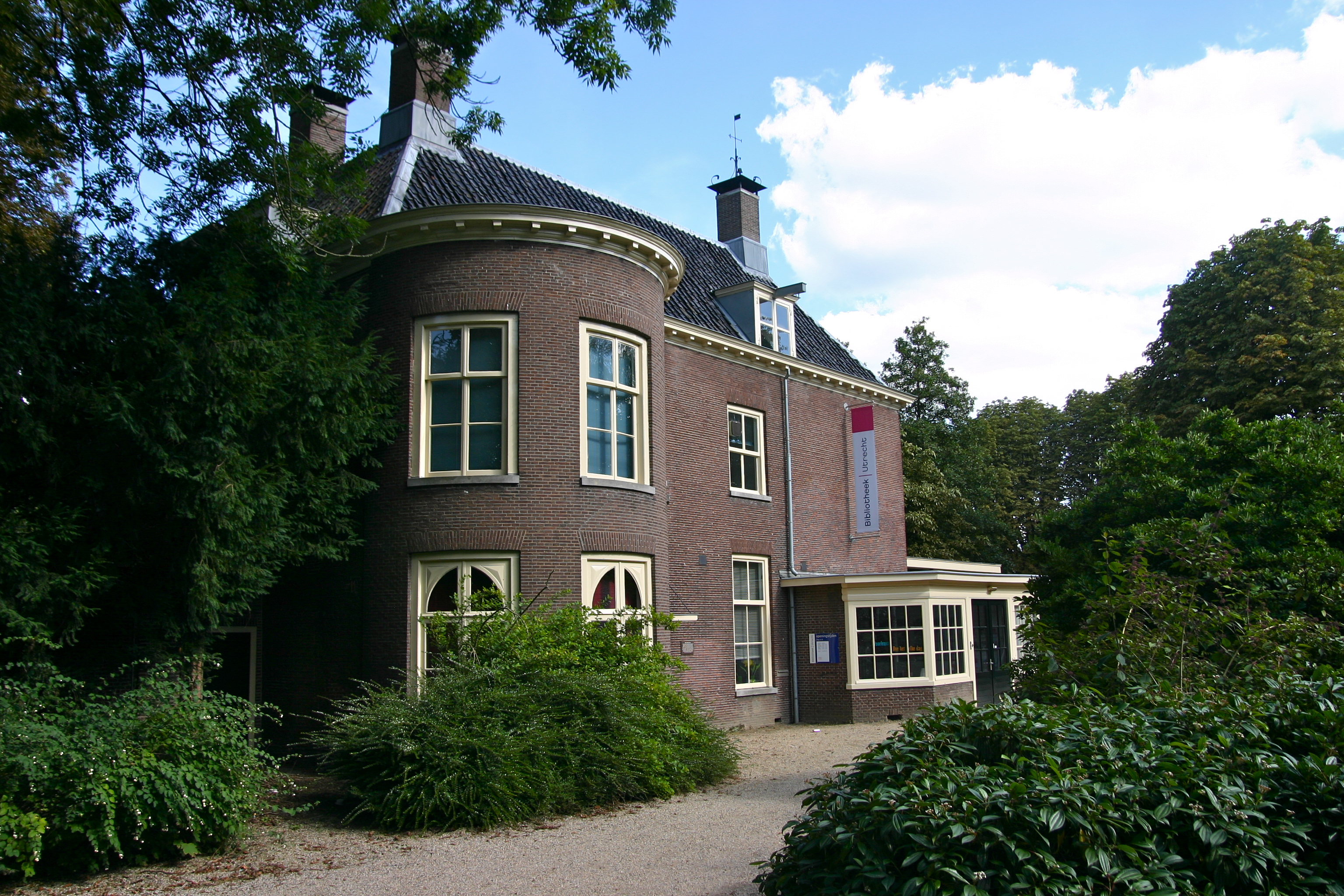
Buitenplaats Oog in Al
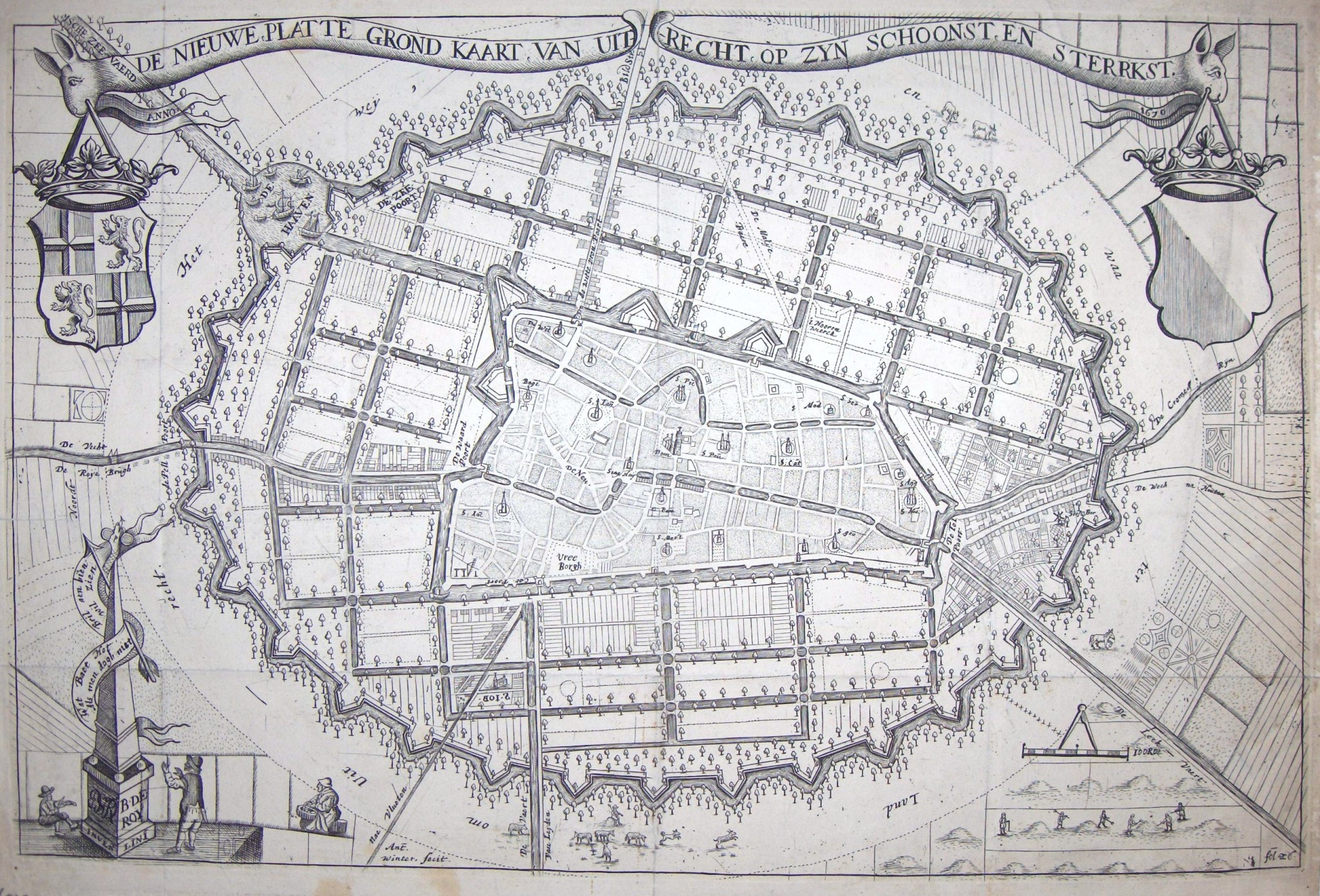
Meysters uitbreidingsplan voor Utrecht